# Чувашский национальный конгресс
Межрегиональная общественная организация «Чувашский национальный конгресс» (ЧНК; чув. Чăваш наци конгресĕ) — общественная организация в России, объединяющая национально-культурные автономии, объединения и ассоциации, существующие в местах компактного проживания чувашей, регионов Российской Федерации и зарубежных стран, общественные объединения, научных учреждений, а также физические лица Чувашской Республики.
Штаб-квартира организации находится в столице Чувашской Республики — в городе Чебоксары.

## Атрибуты
Печатным органом ЧНК является газета «Чăваш тĕнчи», издаваемая ЧНК совместно с издательским домом «Хыпар» (нерегулярно). 

Гимном ЧНК является чувашская народная песня Ака-суха юрри («Алран кайми аки-сухи…»).

## Председатели
- Атнер Хузангай (октябрь 1992 г. — октябрь 1997 г.)
- Геннадий Архипов (с октября 1997 г. по октябрь 2013 г.)
- Николай Угаслов (с октября 2013 г.)
- Клементьев Валерий Леонидович

## История

### Предыстория
В 1988 году учёные ЧНИИ ЯЛИЭ и ЧГУ выступили с инициативой создания Общества И. Я. Яковлева. Были составлены программа и устав общества как народного общественно-политического движения. В программе провозглашались такие цели:
- моральное и национальное возрождение общества,
- объединение национально-культурных устремлений всех чувашей независимо от места их проживания,
- суверенность Чувашской АССР в сфере экономики, политики и культуры,
- сохранение и развитие народных традиций,
- придание чуваш. языку статуса государственного,
- изучение и популяризация наследия И. Я. Яковлева и др.

В республике среди чувашской интеллигенции широко прошла дискуссия, и 30 ноября 1988 состоялось собрание с обсуждением программных целей и задач Общества И. Я. Яковлева.
Однако Чувашский обком КПСС воспротивился. Учредительный съезд был запрещён. В качестве альтернативы в декабре 1989 года провели учредительный съезд Чувашского общественно-культурного центра (ЧОКЦ). Председателем стал чувашский писатель, Заслуженный работник культуры Чувашской АССР М. Н. Юхма. В феврале-марте того же года Совмин ЧАССР утвердил устав и платформу ЧОКЦ.
В марте 1991 состоялся учредительный съезд партии Чувашского национального возрождения (чув. Чăваш аталану партийĕ, ЧАП), в программе оной стояла задача достижения экономического и политического суверенитета Чувашии.

### История организации

Здание, в котором расположен офис Чувашского национального конгресса

ЧНК образован на первом съезде (8—9 октября 1992 года) в Чебоксарах, проведённом по решению Верховного Совета Чувашской Республики и Народного Хурала Партии чувашского возрождения. На съезде были приняты документы, определяющие правовой статус ЧНК и его идеологию, избраны Большой совет и президент. Конгресс ставил задачу реализации государственного суверенитета в полном объёме..
Для своей деятельности организация арендует помещения в здании, в котором работал Ревком Чувашской Автономной области с 1920 г. (ул. Композиторов Воробьёвых, 10).